# Sài Tiến
Sài Tiến (柴進, bính âm: Chái Jìn), là 1 nhân vật trong tiểu thuyết Thủy Hử, một trong Tứ đại danh tác của văn học Trung Hoa, Sài Tiến đứng ở vị trí thứ 10 trong 36 Thiên Cương tinh, biệt danh là Tiểu Toàn Phong (cơn lốc nhỏ), Sài Tiến xuất thân từ giới quý tộc, là người huyện Hoành Hải, Quận Thương Châu, là hậu duệ của Chu Thế Tông Sài Vinh, Sài Tiến có sở thích là kết giao với các hảo hán trong thiên hạ, luôn giúp đỡ các anh hùng hào kiệt khi họ gặp khó khăn.

## Xuất thân
Thủy Hử miêu tả Sài Tiến là 1 người có chân mày giống như chân mày của Rồng, mắt giống như mắt phượng, tổ tiên của ông là Sài Vinh, tức Chu Thế Tông. Từ khi binh biến Trần Kiều nhường ngôi vào năm 960, sau khi Sài Vinh mất, Thái Tổ Vũ Đế tặng cho gia tộc của ông cuốn Đan Thư Thiết Khoán miễn chết để gia tộc của ông có thể làm mọi việc mình thích, ngay cả Thiên Tử cũng không thể làm gì được ông.
Trước đây, nhiều vị anh hùng Lương Sơn Bạc, như là Lâm Xung, Võ Tòng, Tống Giang cũng từng tìm đến sơn trang của Sài Tiến làm nơi trú ẩn. Bởi vì sơn trang của Sài Tiến được bảo vệ bởi Đan Thư Thiết Khoán, cho nên bọn quan sai không thể xông vào sơn trang mà không được sự cho phép của ông. Sài Tiến rất hào phóng trong việc sử dụng tài sản của mình để giúp đỡ người nghèo và các bằng hữu hảo hán. Các đầu lĩnh Lương Sơn coi Sài Tiến như là huynh đệ tốt.

## Bị hãm hại và bị giam
Chú của Sài Tiến bị Ân Thiên Tích (bà con của Cao Liêm Anh em thúc bá với cao cầu  
) đánh đến chết. Sài Tiến cùng trang khách của mình là Lý Quỳ về nhà chú để làm tang lễ thì gặp ngay Ân Thiên Tích cũng đến. Sài Tiến đối mặt với hắn nhưng hắn lại cư xử một cách ngạo mạn và thô bạo, hắn lại sai thủ hạ ra tay đánh Sài Tiến nhưng lại bị Lý Quỳ làm 1 phen kinh tởm, đánh chết hắn bằng tay không, thế là bọn thủ hạ lại đi báo cho Cao Liêm biết, Cao Liêm biết chuyện dẫn quân quan đến nhà bắt Sài Tiến về tội thông đồng với giặc Lương Sơn giết Ân Thiên Tích. Sài Tiến bị bắt về tra khảo,    bị đánh 50 trượng nát thịt vọt máu tươi ra không sao chịu nổi sài tiến đành nhận tội sai lý đại đánh chết ân thiên tích . Lý Quỳ về đến Lương Sơn thưa chuyện với Tống Công Minh, lập tức các đầu lĩnh Lương Sơn tức tốc xuống núi giải cứu cho Sài Tiến.
Sau Khi Cao Liêm bị Lôi Hoành giết chết, các đầu lĩnh vào mở toang các cửa lao nhưng vẫn không thấy Sài Tiến đâu, dò hỏi tên giữ lao mới biết Sài Tiến bị nhốt ở dưới một cái giếng cạn. thế là Lý Quỳ tức tốc xuống giếng mang ông ta lên và mang về Lương Sơn làm đầu lĩnh.....

## Gia nhập Lương Sơn và ra trận
Sài Tiến chấp nhận việc gia nhập Lương Sơn, ông và Lý Ứng phụ trách việc giữ kho lương của Lương Sơn sau khi hội tụ đủ 108 anh hùng Lương Sơn Bạc. Ông tham gia vào các cuộc chiến chống quân Liêu, Điền Hổ, Vương Khánh sau khi được chiêu an về triều.
Ở trận chiến chống lại quân Phương Lạp, ông cùng Yến Thanh trá hàng Phương Lạp và làm gián điệp cho nghĩa quân Lương Sơn. Với tài ăn nói của mình, ông nhanh chống thu hút được lòng tin của Phương Lạp và những tướng cấp dưới. Sài Tiến được Phương Lạp gả cho cháu gái và ông được trở thành phò mã, trong trận chiến cuối cùng, để thu hút lòng tin của Phương Lạp, ông giao chiến với một vài đầu lĩnh lương sơn và đánh bại họ. Tuy nhiên trong thực tế thì các đầu lĩnh không hề bị thương và giả vờ bị đau.Phương Lạp đang bị mất cảnh giác về danh tính thật sự của Sài Tiến và Yến Thanh thì bị họ đột ngột tấn công, ngay lúc Phương Kiệt (cháu Phương Lạp) vừa giao chiến với Tần Minh chạy về thì cũng bị Sài Tiến chém 1 phát ngã ngựa. Rồi dẫn đường cho các đầu lĩnh khác đến căn cứ chính của Phương Lạp

## Sống sót và trở về
Sài Tiến là một trong 27 người sống sót và trở về nhận chức trong triều đình, Tuy nhiên vì lo sợ bọn gian thần sẽ đổ tội cho ông vì mối quan hệ của ông với cháu gái của Phương Lạp nên ông đã cáo bệnh  về quê  rồi sau đó mất, thọ 35 tuổi 